# Donizete Oliveira
Donizete Oliveira, född 21 februari 1968 i Bauru i Brasilien, är en brasiliansk fotbollsspelare.